# Arkim Robertson
Arkim Martin Robertson (Parrocchia di Saint John, 2 luglio 1994) è un cestista grenadino.

## Carriera
Una volta uscito dal college affronta le prime esperienze da professionista in Sud America tra Argentina, Brasile e Cile prima di mettersi in mostra in Croazia. Con lo Škrljevo partecipa anche all'Alpe Adria Cup 2019-2020 raggiungendo i quarti di finale della competizione.
Dal 2021 è protagonista nel campionato svizzero con Lugano e Neuchâtel.

## Record
Nella stagione 2021-2022 durante la sfida tra Lugano Tigers e Boncourt della Swiss Basketball League fa registrare il record di valutazione con 68 frutto di 45 punti e 20 rimbalzi.